# 13 августа
13 августа — 225-й день года (226-й в високосные годы) по григорианскому календарю.
До конца года остаётся 140 дней.
До 15 октября 1582 года — 13 августа по юлианскому календарю, с 15 октября 1582 года — 13 августа по григорианскому календарю.
В XX и XXI веках соответствует 31 июля по юлианскому календарю.

## Праздники и памятные дни
См. также: Категория:Праздники 13 августа

### Международные
- Международный день левши.

### Национальные
- Тунис — День женщин.
- Япония — начало Обона, праздника поминовения усопших
- ЦАР — День независимости

### Религиозные
Православие
- Предпразднство Происхождения Честных Древ Животворящего Креста Господня;
- память праведного Евдокима Каппадокиянина (IX в.)[4];
- память мученицы Иулитты Кесарийской (Каппадокийской) (304—305)[5];
- память преподобномученика Дионисия Ватопедского (1822);
- память святителя Германа, епископа Осерского (448);
- память священномученика Вениамина (Казанского), митрополита Петроградского, и с ним преподобномученика Сергия (Шеина), архимандрита и мучеников Юрия Новицкого и Иоанна Ковшарова (1922);
- память мученика Максима Румянцева (1928);
- память священномученика Владимира Холодковского, пресвитера (1937);
- память священномученика Иоанна Румянцева, священноисповедника Константина Разумова, пресвитеров, мученицы Анны Серовой и исповедницы Елисаветы Румянцевой (после 1937).

### Именины

#### Католические
- Ипполит, Понтиан[6].

#### Православные
Дата дана по новому стилю:
Мужские
- Антоний (Антон) — мученик Антоний.
- Арсений — Арсений, епископ Никоцминдский.
- Василий — исповедник Василий (Преображенский).
- Вениамин — священномученик Вениамин (Казанский).
- Владимир — священномученик Владимир (Холодковский).
- Геласий (Галасий) — мученик Геласий.
- Георгий (Егор, Егорий) — мученик Георгий.
- Дионисий — преподобномученик Дионисий Ватопедский.
- Евдоким (Авдоким) — праведный Евдоким Каппадокиянин.
- Иоанн (Иван) — священномученик Иоанн (Румянцев), Иоанн, экзарх Болгарский, мученик Иоанн (Ковшаров).
- Иосиф (Иосип, Осип, Есип) — Иосиф Аримафейский (тайный ученик Христа).
- Константин — исповедник Константин (Разумов).
- Максим — мученик Максим (Румянцев).
- Николай — священномученик Николай (Правдолюбов).
- Сергий (Сергей) — священномученик Сергий (Шеин).
- Стефан (Степан) — преподобный Стефан, князь.
- Юрий — мученик Юрий (Новицкий).

Женские
- Анна — мученица Серова, Анна Васильевна.
- Елисавета (Елизавета) — исповедница Румянцева, Елизавета Григорьевна.
- Иулитта (Юлитта Улита) — мученица Иулитта Кесарийская (Каппадокийская).

## События
См. также Категория:События 13 августа
3114 год до н. э. — начался цикл календаря майя, завершившийся 21 или 23 декабря 2012 года.

### До XX века
- 1099 — Пасхалий II был избран римским папой.
- 1521 — Эрнан Кортес захватил столицу ацтеков Теночтитлан (сейчас город Мехико).
- 1672 — Кристиан Гюйгенс обнаружил ледяную шапку на Южном полюсе Марса.
- 1727 — День возрождения Братского Единения (Unitas Fratrum). Формальное начало Моравской церкви как независимого течения чешских братьев.
- 1762 — в ходе англо-испанской войны сдачей города закончилась осада Гаваны.
- 1865 — в Санкт-Петербурге открыт зоологический сад (1 августа по старому стилю)[8].
- 1868 — в провинции Арика произошло одно из самых смертоносных землетрясений в истории[9][10].
- 1876 — открытие в Байройте выстроенного по особому плану музыкального театра для исполнения произведений Рихарда Вагнера. В этот и несколько последующих дней состоялось первое исполнение оперного цикла Кольцо нибелунга.
- 1889 — американский изобретатель Уильям Грей запатентовал телефон-автомат.

### XX век
- 1903 — турецкими войсками подавлено Илинденское восстание и уничтожена Крушевская республика.
- 1905 — Норвегия провела референдум о расторжении унии со Швецией.
- 1907 — в Нью-Йорке пущено первое такси.
- 1912 — французский врач Г. Один объявил о том, что он первым в мире выделил вирус рака.
- 1913 — в Шеффилде выплавляется первая нержавеющая сталь.
- 1914 — Первая мировая война: в России введена военная цензура.
- 1920 — Советско-польская война: начало Варшавской битвы (т. н. «Чудо на Висле»).
- 1932 — в Риме Маркони провёл первое испытание коротковолнового радио.
- 1937 — Японо-китайская война: началось Второе Шанхайское сражение (по 26 ноября).
- 1940 — в вишистской Франции запрещены все масонские ложи.
- 1941 — Вторая мировая война: румыно-немецкие войска вышли к Чёрному морю восточнее Одессы и полностью блокировали Одессу с суши.
- 1942
  - Премьера в Нью-Йорке полнометражного мультипликационного фильма Уолта Диснея «Бэмби».
  - Начало работы Манхэттенского проекта.
- 1943 — Вторая мировая война: началась Донбасская операция.
- 1944 — Вторая мировая война: первое применение танков «Тигр II» на Восточном фронте.
- 1945
  - Всемирный сионистский конгресс потребовал разрешить въезд в Палестину миллиону евреев.
  - Запись радиообращения Хирохито к нации, вынесенная из дворца в корзине с бельём. Впервые в истории Японии император обратился к народу; фактическое самоуничтожение статуса.
  - Сэйсинская десантная операция советского Тихоокеанского флота в порту Сэйсин в ходе советско-японской войны.
- 1946
  - Британскими властями начата депортация из Палестины на Кипр незаконных еврейских иммигрантов.
  - В США создана федеральная комиссия по изучению условий жизни индейцев.
- 1952 — Германия и Япония вошли в состав Международного валютного фонда.
- 1953 — во Франции открыта крупнейшая в Европе (на тот момент и в мире) карстовая полость Ла-Верна.
- 1960 — Центральноафриканская Республика получила независимость от Франции.
- 1961 — Германская Демократическая Республика закрыла границу между Западным и Восточным Берлином.
- 1965 — премьерным выступлением группы Jefferson Airplane в Сан-Франциско открылся первый публичный ночной клуб «Matrix».
- 1966 — в Тунисе запрещены мини-юбки.
- 1968 — покушение Александроса Панагулиса на греческого диктатора Георгиоса Пападопулоса.
- 1969 — пограничный конфликт у озера Жаланашколь.
- 1973 — катастрофа SE-210 под Ла-Коруньей, 85 погибших.
- 1977 — столкновение членов Британского национального фронта со своими противниками на юго-востоке Лондона, более 200 арестованных, более 100 пострадавших.
- 1990 — президент СССР Михаил Горбачёв подписал указ «О восстановлении прав всех жертв политических репрессий 20—50-х годов».
- 1997 — правительство провинции Онтарио (Канада) объявило о плане закрытия семи АЭС возле границы с США.
- 2000 — в Москве в храме Христа Спасителя открылся юбилейный архиерейский собор Русской Православной Церкви (РПЦ).

### XXI век
- 2004: 
  - Свыше 165 конголезских тутси убиты в лагере беженцев в Гатумбе на территории Бурунди.
  - Катастрофа Convair 580 под Флоренсом.
- 2007 — авария поезда «Невский экспресс» сообщением Москва — Санкт-Петербург в районе Малой Вишеры, по причине подрыва на путях самодельного взрывного устройства.
- 2010 — фильм «Скотт Пилигрим против всех» вышел в международный прокат.
- 2015 — взрыв грузовика в Багдаде, не менее 76 погибших.
- 2020 — подписан договор о нормализации отношений между Израилем и ОАЭ.

## Родились
См. также: Категория:Родившиеся 13 августа

### До XIX века
- 1311 — Альфонсо XI Справедливый (ум. 1350), король Леона и Кастилии (с 1312).
- 1655 — Иоганн Кристоф Деннер (ум. 1707), немецкий музыкальный мастер, изобретатель кларнета.
- 1700 — Генрих фон Брюль (ум. 1763), первый министр курфюрста саксонского и польского короля Августа III.
- 1752 — Мария Каролина (ум. 1814), королева Обеих Сицилий, сестра Марии-Антуанетты.

### XIX век
- 1814 — Андерс Йонас Ангстрем (ум. 1874), шведский физик и астроном, основатель спектроскопии.
- 1819 — Джордж Стокс (ум. 1903), английский математик и физик.
- 1820 — Джозеф Альберт Альбердингк Тим (ум. 1889), голландский писатель, издатель и художественный критик.
- 1827 — Франсиско Гомес де Аморим (ум. 1891), португальский писатель.
- 1829 — Иван Сеченов (ум. 1905), русский физиолог, основоположник физиологии труда.
- 1836 — Николай Касаткин (ум. 1912), миссионер, первый архиепископ православной церкви в Японии.
- 1844 — Иоганн Фридрих Мишер (ум. 1895), швейцарский учёный, открывший нуклеиновые кислоты — ДНК и РНК.
- 1860 — Энни Окли (ум. 1926), американская цирковая артистка-снайпер.
- 1866 — Джованни Аньелли (ум. 1945), итальянский промышленник, основавший в 1899 г. фирму Fiat.
- 1871 — Карл Либкнехт (убит в 1919), один из основателей Коммунистической партии Германии.
- 1872 — Рихард Вильштеттер (ум. 1942), немецкий химик, лауреат Нобелевской премии (1915).
- 1873 — Христиан Раковский (расстрелян в 1941), советский политический и государственный деятель, дипломат.
- 1888 — Джон Лоуги Бэрд (ум. 1946), шотландский инженер, первым осуществивший телевизионную передачу движущихся объектов.
- 1897 — Детлев Вулф Бронк (ум. 1975), американский физиолог, отец биофизики.
- 1899
  - Илья Иванов (ум. 1967), советский конструктор артиллерийского вооружения, Герой Социалистического Труда.
  - Альфред Хичкок (ум. 1980), англо-американский режиссёр, обладатель «Оскара».

### XX век
- 1901 — Борис Чирков (ум. 1982), актёр театра и кино, народный артист СССР.
- 1902 — Феликс Ванкель (ум. 1988), немецкий инженер, один из изобретателей роторно-поршневого двигателя.
- 1903 — Ипполит Лазарчук (ум. 1979), советский режиссёр анимационного кино, художник и мультипликатор, заслуженный деятель искусств УССР.
- 1906 — Иван Лукинский (ум. 1986), кинорежиссёр («Чук и Гек», «Солдат Иван Бровкин» и др.), народный артист РСФСР.
- 1907
  - Альфрид Крупп фон Болен унд Гальбах (ум. 1967), последний представитель династии «пушечных королей».
  - Тамара Макарова (ум. 1997), актриса театра и кино, народная артистка СССР.
- 1912 — Сальвадор Эдуард Лурия (ум. 1991), итало-американский биолог, лауреат Нобелевской премии (1969).
- 1913 — архиепископ Макариос III (ум. 1977), первый президент Кипра (1960—1977).
- 1918 — Фредерик Сенгер (ум. 2013), английский биохимик, дважды лауреат Нобелевской премии (1958, 1980).
- 1920 — Василий Андрианов (ум. 1999), советский лётчик, дважды Герой Советского Союза.
- 1926 — Фидель Кастро (ум. 2016), кубинский революционер и политический деятель, руководитель Кубы (1959—2008).
- 1941 — Эльмира Рагимова, азербайджанская певица, народная артистка Азербайджана.
- 1942
  - Борис Ноткин (покончил с собой в 2017), советский и российский журналист и телеведущий.
  - Юрий Шиллер (ум. 2019), советский и российский кинорежиссёр-документалист.
- 1946 — Татьяна Бедова, советская и российская актриса театра и кино.
- 1949 — Ирина Долганова, советская и российская актриса театра и кино.
- 1957 — Дэвид Крейн, американский сценарист и продюсер, создатель сериалов «Друзья» и «Эпизоды».
- 1959 — Евгений Колчев, современный белорусский скульптор и фотограф.
- 1962 — Андрей Соколов, актёр театра и кино, театральный режиссёр, народный артист России.
- 1963 — Юзеф Вандзик, польский футболист.
- 1964 — Александр Никонов, российский журналист, публицист и писатель.
- 1965 — Масаси Абэ, японский двоеборец, олимпийский чемпион (1993, 1994, 1995), двукратный чемпион мира.
- 1967 — Анна Терехова, актриса театра и кино, заслуженная артистка России
- 1968 — Андрей Федорцов, актёр театра и кино, заслуженный артист России.
- 1969 — Мидори Ито, японская фигуристка, чемпионка мира (1989).
- 1970
  - Илья Шакунов, российский актёр театра и кино.
  - Алан Ширер, английский футболист, лучший бомбардир в истории английской Премьер-лиги.
- 1971
  - Мориц Бляйбтрой, немецкий актёр.
  - Владимир Вдовиченков, актёр, заслуженный артист России.
- 1972 — Юрий Батурин, российский актёр театра и кино.
- 1975 — Кейси Аффлек, американский актёр театра, кино и телевидения, лауреат премии «Оскар».
- 1976 — Николас Лапентти, эквадорский теннисист, бывшая шестая ракетка мира.
- 1979 — Екатерина Бужинская, украинская певица, народная артистка Украины.
- 1980 — Стас Пьеха, российский певец.
- 1982
  - Шани Дэвис, американский конькобежец, двукратный олимпийский чемпион, многократный чемпион мира.
  - Себастиан Стэн, американский актёр румынского происхождения.
- 1983 — Алеш Гемски, чешский хоккеист, чемпион мира (2005), призёр Олимпийских игр (2006).
- 1984
  - Алёна Бондаренко, украинская теннисистка.
  - Нико Кранчар, хорватский футболист
  - Джеймс Моррисон, британский автор-исполнитель и гитарист.
- 1990
  - Женя Гребенников, французский волейболист, олимпийский чемпион (2020)
  - Демаркус Казинс, американский баскетболист, олимпийский чемпион (2016), чемпион мира (2014)
  - Майкен Касперсен Фалла, норвежская лыжница, олимпийская чемпионка (2014), 5-кратная чемпионка мира
- 1992 — Лукас Моура, бразильский футболист.
- 1994 — Филип Форсберг, шведский хоккеист, чемпион мира (2018)
- 1995 — Преснель Кимпембе, французский футболист, чемпион мира (2018).
- 1998
  - Арина Аверина, российская гимнастка, многократная чемпионка мира и Европы по художественной гимнастике.
  - Дина Аверина, российская гимнастка, многократная чемпионка мира и Европы по художественной гимнастике, сестра-близнец Арины.
- 1999 — Рики Пуч, испанский футболист.

### XXI век
- 2001 — Педер Конгсхёуг, норвежский конькобежец, олимпийский чемпион (2022).

## Скончались
См. также: Категория:Умершие 13 августа

### До XIX века
- 1134 — Ирина (р. ок. 1088), жена византийского императора Иоанна II Комнина, православная святая.
- 1775 — Михаил Чарторыйский (р. 1696), князь, государственный деятель Речи Посполитой.
- 1799 — Василий Баженов (р. 1738), архитектор, один из основоположников русского классицизма.

### XIX век
- 1826 — Рене Лаэннек (р. 1781), французский врач и анатом, один из основоположников клинико-анатомического метода в медицине, изобретатель стетоскопа.
- 1863 — Эжен Делакруа (р. 1798), французский художник.
- 1865 — Игнац Филипп Земмельвайс (р. 1818), венгерский акушер, пионер антисептики.
- 1881 — Франческо Сельми (р. 1817), итальянский химик, основоположник коллоидной химии.
- 1896 — Джон Эверетт Милле (р. 1829), английский живописец.
- 1900 — Владимир Соловьёв (р. 1853), русский философ, поэт, публицист, литературный критик.

### XX век
- 1910 — Флоренс Найтингейл (р. 1820), английская медсестра, организатор и руководитель отряда санитарок во время Крымской войны (1853—1856).
- 1912 — Жюль Массне (р. 1842), французский композитор, профессор Парижской консерватории.
- 1913 — Август Бебель (р. 1840), немецкий марксист, один из основателей и руководителей СДПГ и II Интернационала.
- 1917 — Эдуард Бухнер (р. 1860), немецкий химик и биохимик, лауреат Нобелевской премии (1907).
- 1946 — Герберт Уэллс (р. 1866), английский писатель-фантаст.
- 1956 — Якуб Колас (р. 1882), белорусский писатель, академик АН Белорусской ССР.
- 1963 — Луи Бастьен (р. 1883), французский велогонщик, олимпийский чемпион (1900).
- 1969 — Аделина Адалис (р. 1900), русская советская поэтесса, писательница, переводчик.
- 1977 — Генри Уильямсон (р. 1895), английский писатель-натуралист.
- 1984
  - Тигран Петросян (р. 1929), советский шахматист, 9-й чемпион мира.
  - Нина Хрущёва (р. 1900), вторая супруга Генерального секретаря ЦК КПСС Н. С. Хрущёва.
- 1991 — Павел Морозенко (р. 1939), советский актёр театра и кино, заслуженный артист Украинской ССР, лауреат Государственной премии РСФСР им. К.Станиславского.
- 1994 — Манфред Вёрнер (р. 1934), немецкий государственный деятель, министр обороны ФРГ (1982—1988), генсек НАТО (1988—1994).
- 1996 — Ричард Гудвин[англ.] (р. 1913), американский математик и экономист.
- 1998 — Жюльен Грин (р. 1900), французский писатель, романист и драматург американского происхождения.

### XXI век
- 2004 — Джулия Чайлд (р. 1912), американская телеведущая, шеф-повар, писательница.
- 2016 — Кенни Бейкер (р. 1934), английский киноактёр.
- 2020 — Гулназар Келди (р. 1945), таджикский советский поэт и журналист, автор слов гимна Республики Таджикистан, народный поэт Таджикистана.

## Приметы
- Заговенье перед успенским постом; с этой целью, в этот день ели свежую, пареную и вяленую репу, готовили пироги с репой и репную кашу, пили репный квас[11].